# Callorhinchus
Callorhinchus – rodzaj ryb zrosłogłowych z rodziny hakonosowatych (Callorhinchidae).

## Rozmieszczenie geograficzne
Gatunki z tego rodzaju zasiedlają wody półkuli południowej, w południowo-wschodniej części Oceanu Spokojnego i południowo-zachodniej Oceanu Atlantyckiego wzdłuż wybrzeży Ameryki Południowej, południowo-zachodnia część Oceanu Indyjskiego przy brzegach południowej Afryki, oraz przy południowych wybrzeżach Australii, Tasmanii i Nowej Zelandii.

## Morfologia
Długość ciała do 125 cm; masa ciała (największa opublikowana) 5,3 kg.

## Systematyka
Rodzaj zdefiniował w 1798 roku francuski przyrodnik Bernard Germain de Lacépède w publikacji własnego autorstwa poświęconej historii naturalnej ryb. Gatunkiem typowym jest (oznaczenie monotypowe) hakonos (C. callorynchus).

### Etymologia
Callorhinchus, Callorynchus (Callorhynchus) i Callorhyncus: epitet gatunkowy Chimaera callorynchus Linnaeus, 1758; łac. callum ‘gruba skóra’; ῥις rhis, ῥινος rhinos ‘nos, pysk’.

### Podział systematyczny
Do rodzaju należą następujące występujące współcześnie gatunki:
- Callorhinchus callorynchus (Linnaeus, 1758) – hakonos[13][14]
- Callorhinchus capensis Duméril, 1865
- Callorhinchus milii Bory de Saint-Vincent, 1823

Opisano również gatunki wymarłe:
- Callorhinchus alfordi Cicimurri & Ebersole, 2015[15] (Ameryka Północna; paleocen)
- Callorhinchus borealis Nessov & Averjanova, 1996[16] (Azja)
- Callorhinchus hectori Newton, 1876[17] (Australia; kreda)
- Callorhinchus newtoni Ward, 1973[18] (Europa; eocen)
- Callorhinchus phillipsi Cicimurri & Ebersole, 2015[19] (Ameryka Północna; paleocen)
- Callorhinchus regulbiensis Gurr, 1963[20] (Europa; paleocen)
- Callorhinchus stahli Kriwet & Gazdzicki, 2003[21] (Antarktyda; eocen)
- Callorhinchus torresi Otero, Rubilar-Rogers, Yury-Yañez, Vargas, Gutstein, Mourgues & Robert, 2013[22] (Antarktyda; kreda)